# Bomborokuy
Pour les articles homonymes, voir Bomborokuy (département).
Bomborokuy est une commune rurale et le chef-lieu du département de Bomborokuy situé dans la province de la Kossi dans la région de la Boucle du Mouhoun au Burkina Faso

## Géographie
Bomborokuy se trouve à 40 km au nord de Nouna et s'étend sur 265 km2[Information douteuse]. La commune est traversée par la route nationale 14.

## Démographie
| 1996  | 2003  | 2006  | 2012 |
| ----- | ----- | ----- | ---- |
| 2 911 | 3 837 | 1 165 | -    |

En 1996, la population de Bomborokuy est principalement constituée de Bwas, de Mossi, de Peuls, de Dafing, de Dogons et de Samo. En 2006, sur les 1 165 habitants du village – regroupés en 264 ménages – 51,24 % étaient des femmes, près 45,1 % avaient moins de 14 ans, 51 % entre 15 et 64 ans et environ 3,5 % plus de 65 ans. 

## Économie
Un marché s'y tient tous les cinq jours.

## Santé et éducation
Bomborokuy accueille un centre de santé et de promotion sociale (CSPS) tandis que le centre médical avec antenne chirurgicale se trouve à Nouna.